# Морозов, Владимир Иванович (гребец, 1952)
Владимир Иванович Морозов (19 июля 1952, д. Новая Дмитровка, Химкинский р-н, Московская область, СССР) — советский спортсмен (гребля на байдарках), олимпийский чемпион (1976),
трёхкратный чемпион мира, заслуженный мастер спорта СССР (1976).
Полный тёзка спортсмена Владимира Ивановича Морозова, также являющегося Олимпийским чемпионом 1964, 1968 и 1972 годов, также в гребле на байдарках и каноэ.
Был зарегистрирован как самовыдвиженец на выборах в Московскую городскую думу в 2009 году, избран не был.

## Спортивная карьера
- Олимпийский чемпион 1976 в гребле на байдарке-четвёрке (с С. Чухраем, А. Дегтярёвым и Ю. Филатовым) на дистанции 1000 м
- 3-кратный чемпион мира: 1977 (байдарка-четверка; 10000 м), 1978 (байдарка-четверка; 10000 м), 1979 (байдарка-четверка; 10000 м)
- Серебряный призёр чемпионата мира 1977 (байдарка-четверка; 1000 м)
- Неоднократный чемпион СССР 1973—1978 годов на различных дистанциях в составе разных экипажей.